# MVP de la Temporada de la PBA
El MVP de la Temporada de la Philippine Basketball Association (Philippine Basketball Association Most Valuable Player) es un premio anual otorgado por la PBA desde la temporada 1975 al mejor jugador de la liga regular. El ganador es seleccionado por votos de la prensa, jugadores, entrenadores y directivos de la liga.

## Ganadores

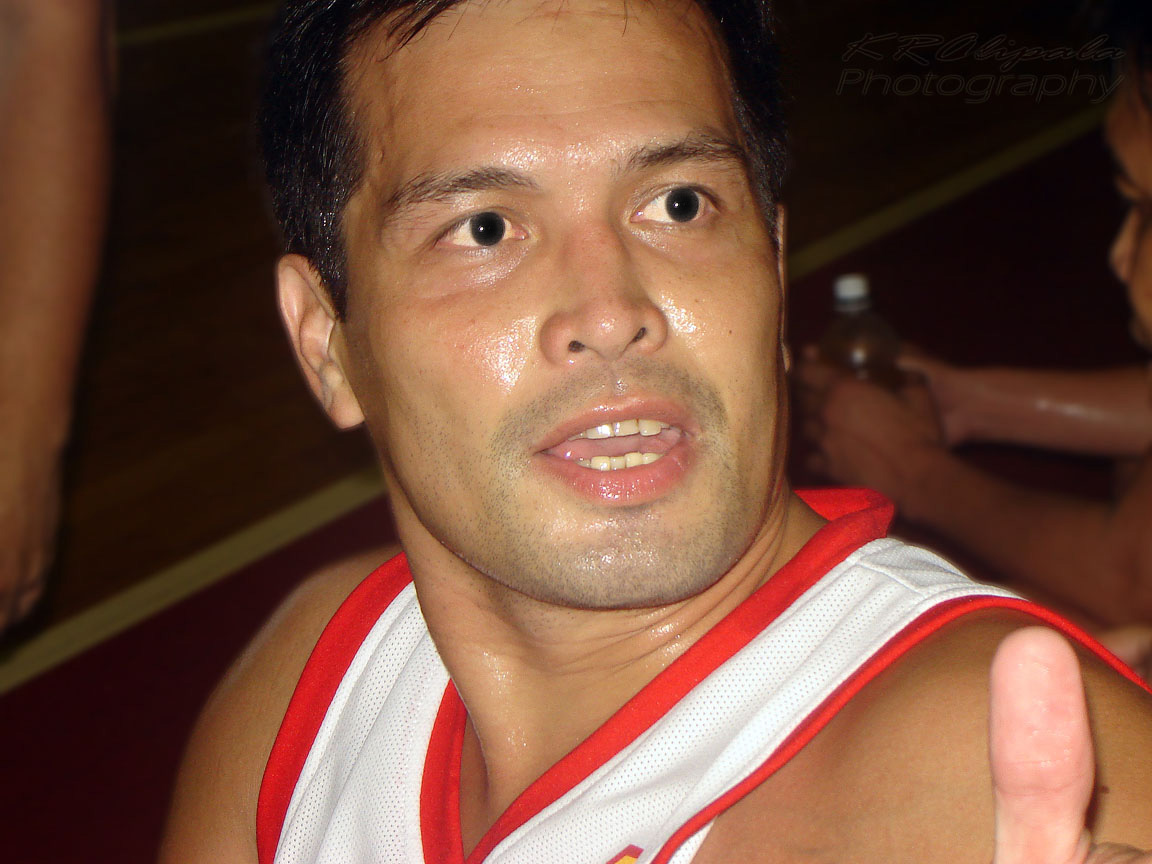
Alvin Patrimonio ganó el premio 4 veces en su carrera.

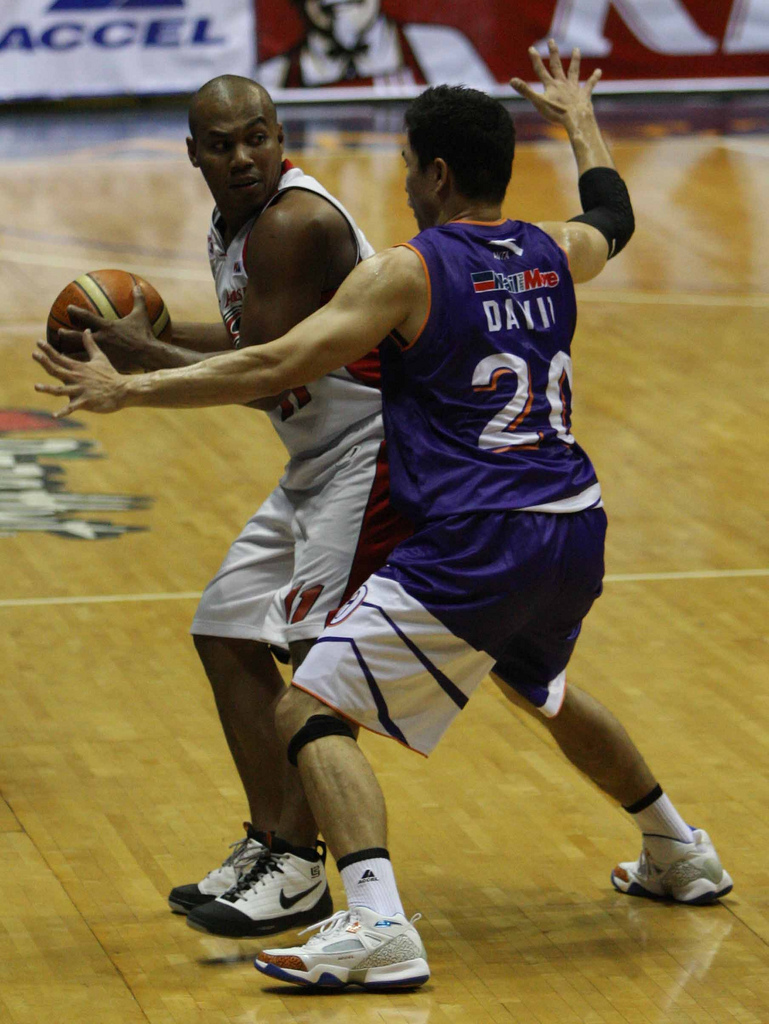
Willie Miller ganó el premio en 2002 y 2007.

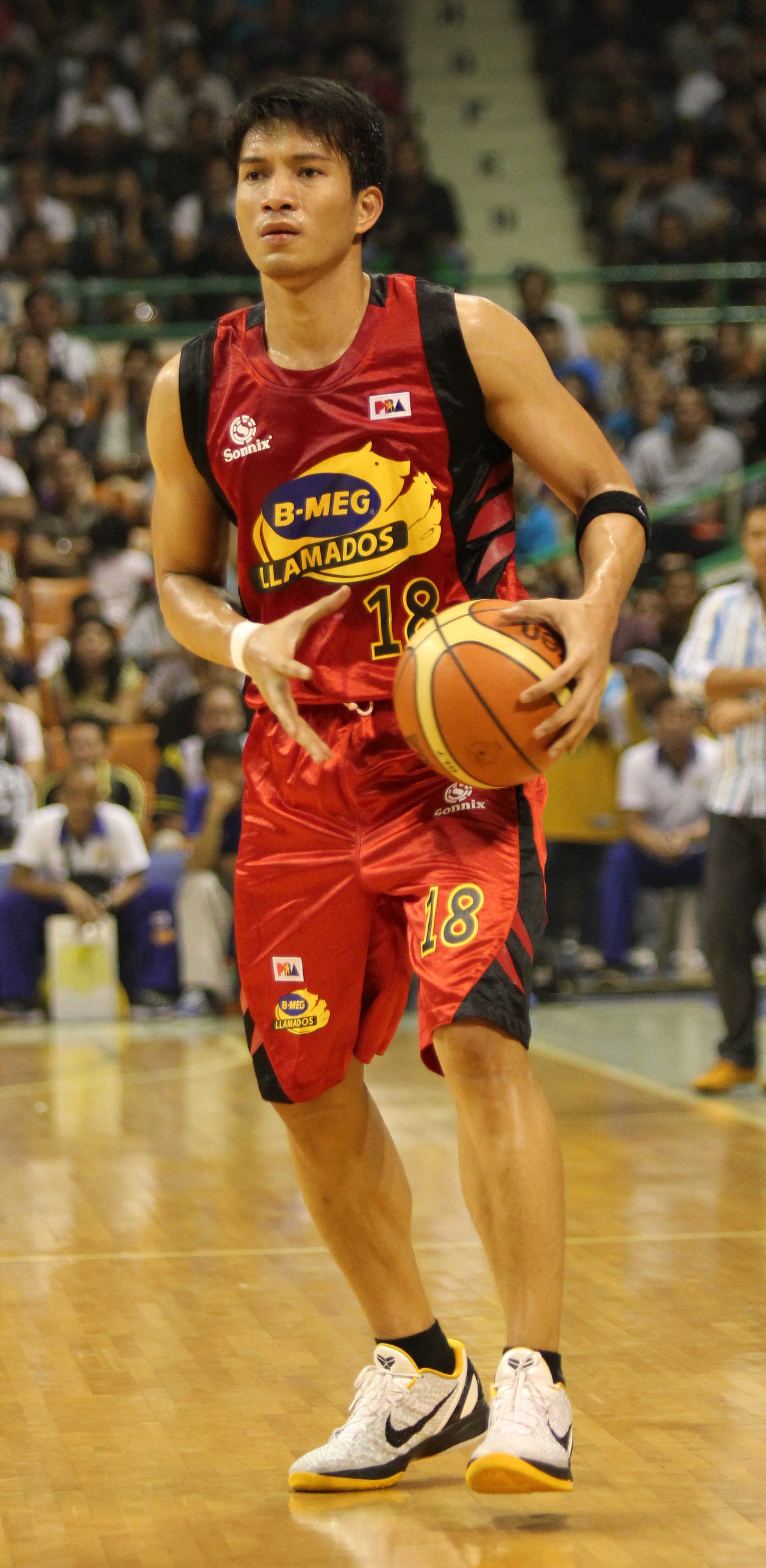
James Yap ganó el premio en 2010.

| Temporada | Jugador            | Equipo                 | Universidad                               |
| 1975      | Bogs Adornado      | Crispa                 | UST                                       |
| 1976      | Bogs Adornado      | Crispa                 | UST                                       |
| 1977      | Freddie Hubalde    | Crispa                 | Mapúa                                     |
| 1978      | Robert Jaworski    | Toyota                 | UE                                        |
| 1979      | Atoy Co            | Crispa                 | Mapúa                                     |
| 1980      | Philip Cezar       | Crispa                 | JRC                                       |
| 1981      | Bogs Adornado      | U/Tex                  | UST                                       |
| 1982      | Ramon Fernandez    | Toyota                 | USC                                       |
| 1983      | Abet Guidaben      | Crispa                 | USJ-R                                     |
| 1984      | Ramon Fernandez    | Beer Hausen            | USC                                       |
| 1985      | Ricardo Brown      | Great Taste            | Pepperdine                                |
| 1986      | Ramon Fernandez    | Tanduay                | USC                                       |
| 1987      | Abet Guidaben      | San Miguel             | USJ-R                                     |
| 1988      | Ramon Fernandez    | San Miguel y Purefoods | USC                                       |
| 1989      | Benjie Paras       | Shell                  | UP                                        |
| 1990      | Allan Caidic       | Presto                 | UE                                        |
| 1991      | Alvin Patrimonio   | Purefoods              | Mapúa                                     |
| 1992      | Ato Agustín        | San Miguel             | Lyceum                                    |
| 1993      | Alvin Patrimonio   | Purefoods              | Mapúa                                     |
| 1994      | Alvin Patrimonio   | Purefoods              | Mapúa                                     |
| 1995      | Vergel Meneses     | Sunkist                | JRC                                       |
| 1996      | Johnny Abarrientos | Alaska                 | FEU                                       |
| 1997      | Alvin Patrimonio   | Purefoods              | Mapúa                                     |
| 1998      | Kenneth Duremdes   | Alaska                 | Adamson                                   |
| 1999      | Benjie Paras       | Shell                  | UP                                        |
| 2000      | Danny Ildefonso    | San Miguel             | NU                                        |
| 2001      | Danny Ildefonso    | San Miguel             | NU                                        |
| 2002      | Willie Miller      | Red Bull               | Letran                                    |
| 2003      | Asi Taulava        | Talk ‘N Text           | BYU-Hawaii                                |
| 2004-05   | Eric Menk          | Barangay Ginebra       | Lake Superior St.                         |
| 2005-06   | James Yap          | Purefoods              | UE                                        |
| 2006-07   | Willie Miller      | Alaska                 | Letran                                    |
| 2007-08   | Kelly Williams     | Sta. Lucia             | Oakland                                   |
| 2008-09   | Jayjay Helterbrand | Barangay Ginebra       | Kentucky State                            |
| 2009-10   | James Yap          | Purefoods/Derby Ace    | UE                                        |
| 2010-11   | Jimmy Alapag       | Talk ‘N Text           | CSU San Bernardino                        |
| 2021      | Scottie Thompson   | Barangay Ginebra       | University of Perpetual Help System DALTA |

## Historial
| Nombre           | Premios |
| Ramon Fernández  | 4       |
| Alvin Patrimonio | 4       |
| Bogs Adornado    | 3       |
| Abet Guidaben    | 2       |
| Benjie Paras     | 2       |
| Danny Ildefonso  | 2       |
| Willie Miller    | 2       |
| James Yap        | 2       |

- Datos: Q3544550